# Trichanarta
Trichanarta é um gênero de traça pertencente à família Arctiidae.